# Penticostalism
Biserica Penticostală este o biserică neoprotestantă. Printre mișcările de redeșteptare a credinței care au avut loc în secolul al XIX-lea apar, către anul 1900, și penticostalii. 
În anul 2012 existau aproximativ 250 de milioane de penticostali, adică 10% din întreaga mișcare creștină.

## Charles Fox Parham
Cu rolul de fondator al penticostalismului modern este creditat îndeobște Charles Fox Parham, născut pe 4 iunie 1873, al treilea dintre cei cinci fii ai familiei Parham. În copilărie și în tinerețea sa, Parham a fost adesea bolnav, suferind infecții virale și febră reumatică. Suferințele fizice de care a avut parte l-au făcut să devină interesat de subiectul vindecării supranaturale. Dorința sa de a deveni predicator s-a manifestat din copilărie, iar convertirea sa religioasă avut loc la 13 ani. La scurtă vreme organiza întâlniri evanghelistice, iar la 17 ani a început să studieze pentru a deveni pastor metodist. În 1891, când febra reumatică a revenit, producându-i chinuri puternice, Parham s-a rugat să fie vindecat și a avut parte de o însănătoșire, ajungând la convingerea că Dumnezeu lucrează nu doar la nivel spiritual, ci și la nivel fizic. În anii 1893–1900 a desfășurat o activitate predicatoricească intensă și s-a apropiat treptat de teologia mișcărilor „Holiness”. În 1898 a început să pună un accent deosebit pe vindecarea divină, propovăduind acest mesaj cu mult zel. Înainte de a-și pune problema teologică a botezului cu Duhul Sfânt și a vorbirii în limbi, Parham avea deja o teologie tipic penticostală, cu privire la boală, însă la vremea aceea n-ar fi caracterizat-o în acești termeni.
Pe baza mai multor versete din Noul Testament, Parham a început să susțină că asupra celor credincioși se coboară Duhul Sfânt. Aceștia dobândesc astfel darul vorbirii în limbi, numit glosolalie - făcând trimitere la evenimentul petrecut de Rusalii (a cincizecea zi de la Învierea lui Isus Hristos, de aici și denumirea de "penticostali", luată de adepții noii mișcări - Fapte cap. 2). 
Evenimentele de la școala lui Parham sunt considerate începutul penticostalismului clasic, iar el este considerat fondator. În ciuda acestei poziții, scrierile lui nu sunt considerate normative de către penticostali. Lui Parham i se recunoaște și influența teologică directă asupra predicatorului de culoare Joseph Seymour, fondatorul mișcării de pe Strada Azusa nr. 312, din Los Angeles, a cărei apariție, în aprilie 1906, a propulsat penticostalismul pe prima pagină a ziarelor locale și apoi în lumea întreagă.

## William J. Seymour și întâlnirile de pe strada Azusa
Întâlnirile organizate de William J. Seymour într-o clădire de pe strada Azusa au fost descrise de Los Angeles Daily Times (18 aprilie 1906) ca „stranie babilonie de limbi” („a weird babel of tongues”). În ciuda imaginii negative, sau poate tocmai de aceea, mișcarea a cunoscut două perioade de maximă intensitate: 1906–1909 și 1911–1912, cu servicii divine care începeau la 10 dimineața și continuau pe tot parcursul zilei, până aproape de miezul nopții. Între zecile de mii de curioși, simpatizanți sau sceptici, care au vizitat modesta clădire de pe Azusa (demolată la sfârșitul anilor 1930) au fost și mulți lideri ai unor denominațiuni deja existente. Aceștia au preluat mesajul penticostal și l-au dus în comunitățile lor, în America sau în Europa. Cel puțin câteva denominațiuni „Holiness” au adoptat imediat teologia propovăduită de Joseph Seymour, devenind penticostale: „Church of God in Christ” și „Church of God” din Cleveland, Tennessee.